# Totalement Diva
Totalement Diva (Totalmente Demais) est une telenovela brésilienne produite et diffusée entre le 9 novembre 2015 et le 30 mai 2016 sur TV Globo. 
En France d'outre-mer, le feuilleton a été remonté en 130 épisodes de 45 minutes et diffusé entre le 28 août 2017 et le 10 novembre 2017 sur le réseau Outre-mer La Première, sur Nina TV en 2018.
En France, elle est diffusée en 2020 sur IDF1, sur TV Tours Val de Loire et sur Wéo.
En 2017, l'intrigue a été nommée pour l'International Emmy Awards pour la meilleure Télénovela.

## Synopsis
Après avoir été victime de harcèlement sexuel de la part de son beau-père alcoolique, Eliza décide de quitter le domicile familial avec l’aide de sa mère, Gilda, et de partir tenter sa chance à Rio de Janeiro. Son rêve ultime est d’offrir une vie meilleure à sa famille
Mais la vie en ville s’avère plus dure qu’elle ne l’avait imaginée. Après s’être fait voler les seules affaires qu’elle possédait dès son arrivée, Eliza se retrouve à la rue. C’est dans ces circonstances qu’elle rencontre Jonathan, un jeune entrepreneur de la rue comme il aime à se décrire, qui garde en réalité des places de parking et vend des bonbons aux feux rouges de la ville. Avec l’aide du jeune homme, Eliza commence à vendre des fleurs. Entre eux deux se noue une amitié sincère qui se transforme bientôt en une magnifique histoire d’amour. 
Eliza n’avait cependant pas imaginé retrouver sur son chemin Arthuro, un séducteur dont elle avait brièvement fait la connaissance par le passé lorsqu’elle vivait encore en province et qu’elle surnommait alors le «Prince charmant». De prince charmant, Arthuro n’a que le surnom. L’homme est en réalité un don Juan, réputé pour ne jamais s’engager auprès des femmes. Son aventure la plus longue, il l’a connue avec l’ambitieuse Carolina, rédactrice en chef d’un fameux magazine de mode. Bien que sa carrière ait toujours été sa priorité, Carolina est désormais désireuse de devenir mère… en particulier si le père se nomme Arthuro. Audace, séduction et... PARI, jouent un rôle déterminant dans leur turbulente relation. Le dernier défi qu’ils ont engagé risque bien de mettre Excalibur, l’agence de mannequins d’Arthuro, en danger. Le pari est de parvenir à faire gagner le concours de reine de beauté à celle qu’ils tiennent pour une fille de la campagne… Eliza. Mais tandis qu’Eliza transforme son look en profondeur pour le concours, Arthuro tombe follement amoureux d’elle. La jeune femme est dès lors déchirée entre son amour pour Jonathan et son attirance pour Arthuro. Carolina n’ignore rien de ce qui se trame et jure de se défaire d’Eliza et de faire mordre la poussière à Arthuro. Pour cela, elle embauche Cassandra, une jeune femme qui ne recule devant rien pour écraser ses rivales…

## Distribution

### Rôles principaux
| Acteur/Actrice         | Personnage                             |
| ---------------------- | -------------------------------------- |
| Marina Ruy Barbosa     | Eliza de Assis Monteiro                |
| Felipe Simas           | Jonathan Castro                        |
| Fábio Assunção         | Arthuro Valmont Carneiro de Alcântara  |
| Juliana Paes           | Carolina Castilho                      |
| Juliana Paiva          | Sandra Regina Matoso (Cassandra)       |
| Humberto Martins       | Germano Monteiro                       |
| Vivianne Pasmanter     | Liliane de Bocaiuva Monteiro (Lili)    |
| Daniel Rocha           | Rafael Guerra                          |
| Carla Salle            | Leila de Oliveira                      |
| Daniel Blanco          | Fabio de Bocaiuva Monteiro (Fabinho)   |
| Priscila Steinman      | Sofia de Bocaiuva Monteiro             |
| Sérgio Malheiros       | Jorge da Silva (Jacaré)                |
| Olívia Torres          | Débora Matoso                          |
| Leona Cavalli          | Gilda de Assis Machado                 |
| Paulo Rocha            | Erondino Machado (Dino)                |
| Julianne Trevisol      | Maria Luísa (Lu)                       |
| Ailton Graça           | Florisval                              |
| Giovanna Rispoli       | Maria João Oliver de Alcântara (Jojô)  |
| Juan Paiva             | Wesley Castro                          |
| Orã Figueiredo         | Hugo Matoso                            |
| Malu Galli             | Rosângela Castro                       |
| Samantha Schmutz       | Isadora Castilho (Dorinha)             |
| Glória Menezes         | Stela Carneiro de Alcântara (Stelinha) |
| Pablo Sanábio          | Maximiliano Augusto (Max)              |
| Marat Descartes        | Pietro Enrico                          |
| Aline Fanju            | Maristela                              |
| Lavínia Vlasak         | Natasha Oliver                         |
| Adriana Birolli        | Lorena Domingos                        |
| Gabriel Reif           | Jamaica                                |
| Tony Garrido           | Montanha                               |
| Jéssica Ellen          | Adele                                  |
| Raphael Sander         | Charles                                |
| Lellezinha             | Jennifer Castro (Jenny)                |
| Reginaldo Faria        | Maurice de Alcântara                   |
| Felipe Silcler         | Carlos Augusto (Cascudo)               |
| Valentina Bandeira     | Janaína                                |
| Hélio de La Peña       | Zé Pedro                               |
| Dhonata Augusto        | Braço                                  |
| Cadu Paschoal          | Riscado                                |
| Cauê Campos            | Anthony Castro (Bola)                  |
| Guida Vianna           | Aparecida (Cida)                       |
| Pally Siqueira         | Bárbara                                |
| Kaik Brum              | Carlos de Assis Machado (Carlinhos)    |
| Carolyna Aguiar        | Lurdinha                               |
| Juliana Louise         | Maria Castilho                         |
| Isabella Koppel        | Dayse de Assis Machado                 |
| Leonardo Lima Carvalho | João Castilho                          |
| Leonardo Carvalho      | Policial Wilson                        |

### Participation spéciale
| Acteur/Actrice      | Personnage                  |
| ------------------- | --------------------------- |
| Rodrigo Rangel      | Delegado Peçanha            |
| Paulão Duplex       | Durão                       |
| Vanessa Pascale     | Yasmin                      |
| Ana Paula Botelho   | Mirthes                     |
| Aline Borges        | Kátia                       |
| Regina Sampaio      | Euzébia                     |
| Wendell Bendelack   | Silas                       |
| Lana Guelero        | Dona Jacira                 |
| Patrícia Costa      | Cleide                      |
| Marcelo Arnal       | Marcão                      |
| Sylbeth Soriano     | Berê                        |
| Ícaro Zulu          | Gabriel                     |
| Úrsula Corona       | Cláudia                     |
| Danielle Winits     | Suely Matoso / Suelen       |
| Fernanda Motta      | Daniele Lib Dish            |
| Isaac Bardavid      | Sheik Árabe Ibrahim Alfaray |
| Ed Oliveira         | Machado                     |
| Érika Januza        | Vanessa                     |
| Luca Ribeiro        | Meleka                      |
| Lady Francisco      | Fátima                      |
| Cláudia Sardinha    | Jessy                       |
| Stênio Garcia       | Bino                        |
| Nicola Siri         | Giancarlo                   |
| Paulo Dalagnoli     | Lírio Lorenzzo              |
| Créo Kellab         | Fernando                    |
| Geovanna Tominaga   | Marisa                      |
| Anna Cotrim         | Míriam                      |
| Antônio Gonzales    | Père de Max                 |
| Beto Vandesteen     | Ivo                         |
| Michelle Costa      | Marcinha                    |
| Gabriela Carcaioli  | Clara                       |
| Karine Barros       | Emanuelly                   |
| Alarisse Mattar     | Vitória                     |
| Lenita Oliver       | Dandara                     |
| Malu Falangola      | Ana Paula                   |
| Marina Cardoso      | Daniela                     |
| Maura Mesquita      | Alessandra                  |
| Scarlet Cardoso     | Ingrid                      |
| Iná de Carvalho     | Ruth                        |
| Suzana Cordovil     | Nicole                      |
| Tainá Bevilacqua    | Brenda                      |
| José Victor Castiel | Commandant Magalhães        |
| Yasmin Cândido      | Rayssa                      |
| Bruno Nunes         | Davi                        |
| Tatá Werneck        | Fedora Abdala               |
| Patrícia Barros     | Ellen Millet                |
| Ana Furtado         | Elle-même                   |
| Carol Castro        | Lui-même                    |
| Gabrielle Aplin     | Elle-même                   |
| Giovanna Ewbank     | Elle-même                   |
| Helena Fernandes    | Elle-même                   |
| Henri Castelli      | Lui-même                    |
| Mariana Rios        | Elle-même                   |
| Paulo Zulu          | Lui-même                    |
| Sílvia Pfeifer      | Elle-même                   |

## Diffusion
- Rede Globo (2015-2016)
- Réseau Outre-Mer première (2017)